# Зелёный слоник
«Зелёный сло́ник» — российский андеграундный фильм компании Supernova, снятый режиссёром и автором сценария Светланой Басковой на любительскую видеокамеру в 1999 году. В фильме снялись Сергей Пахомов, Владимир Епифанцев, Александр Маслаев и Анатолий Осмоловский. Картина была удостоена диплома II степени в разделе полнометражных игровых фильмов конкурса «Любительское кино» кинофестиваля «Любить кино! — 2000» в Москве.
«Зелёный слоник» приобрёл популярность в молодёжной среде русскоязычных стран: фразы из него стали мемами, диалоги были разобраны на цитаты, а сцены стали использоваться в демотиваторах. Ряд изданий характеризует фильм как «культовый». Критики Андрей Плахов и Александр Павлов описывают картину как «жестокую антимилитаристскую притчу», подчёркивая принадлежность ленты к трансгрессивному кинематографу и характеризуя её художественную форму как «примитивизм и предельный натурализм».
6 мая 2022 года фильм был запрещён к распространению в России Октябрьским районным судом Санкт-Петербурга.

## Сюжет
Действие фильма происходит на грязной и крайне поношенной гауптвахте, куда попадают два младших офицера: «Поехавший» — выходец из деревни (судя по погонам, — старший лейтенант) и «Братишка». Их обоих сажают в камеру, стены которой окрашены в зелёный цвет.
Фильм начинается с того, что начальнику гауптвахты в звании капитана сообщается о прибытии двух заключённых, после чего он приказывает их оформить.
Действие переносится в камеру гауптвахты, где главные герои (Братишка и Поехавший) начинают общение с обсуждения исторических фактов и армейских баек. Поехавший рассказывает Братишке о том, как он занимался физкультурой в гарнизоне, делится знаниями о Китае; Братишка демонстрирует свои умения в тайцзицюань.
Поехавший делится рассказами, как он, выпив портвейн «Три семёрки», впервые занимался сексом с женщиной, как испражнялся в Азовское море, как таскал кирпичи, как пробовал экскременты на вкус, а также о том, как его на срочной службе чуть не опустили. Позже он предлагает Братишке сыграть в шашки, сделав их из бумаги от папиросы и грязи, предварительно расчертив доску гвоздем.
Сначала Братишка смеётся над историями Поехавшего, но вскоре они начинают его раздражать, и он безуспешно пытается попросить собеседника замолчать. В итоге Братишка сдирает погоны с Поехавшего, сказав, что последнего ждёт расстрел, и возмутился тем, что с него погоны сняли, а сокамернику оставили. Тогда Поехавший умоляет товарища отдать ему погоны за то, что он постоит на одной ноге, как цапля. Смеясь, Братишка якобы соглашается на сделку, но вместо того, чтобы отдать погоны, бьёт Поехавшего. Невзирая на боль, тот предлагает очередную идею: испражниться на пол, чтобы избавить Братишку от мух, которые «мешают спать». За эту идею Братишка снова избивает своего сокамерника. На крики и стоны Поехавшего в камеру заходит тюремщик, который отправляет Братишку чистить грязный унитаз обычной вилкой. Не зная, как это делать, Братишка не справляется с поставленной задачей, даже после того, когда тюремщик показал ему. Последний, разозлившись, отправляет заключённого обратно в камеру к Поехавшему. Тот пытается развеселить товарища и начинает исполнять сочинённую им самим нелепую и бессвязную песенку про «Зелёного слоника». Затем оба офицера ложатся спать.
Пока Братишка спит, Поехавший решает сделать ему «доброе дело». Он снимает китель и штаны и испражняется в тарелку; часть кала размазывает по полу, часть съедает, часть размазывает по себе.
Разбудив товарища, Поехавший предлагает ему поесть из тарелки остатки кала, которые он называет «сладким хлебом». Братишка возмущается поступком соседа по камере и зовёт начальство, чтобы оно изолировало Поехавшего. На крики в камере вновь приходит тюремщик, который в очередной раз отправляет Братишку чистить унитаз (потом за кадром его отводят в подвал). Позже в камеру входит капитан, который, возмутившись академической неосведомлённостью Поехавшего, начинает читать «лекцию» про тихоокеанский театр военных действий во время Второй мировой войны. После этого приходит тюремщик с чаем. Капитан пробует чай и выливает его на тюремщика, отправив на кухню. Когда охранник приходит обратно, начальник спрашивает его, что бы он хотел сделать с Поехавшим. Получив ответ «уничтожить», начальник гауптвахты разрешает охраннику избить Поехавшего.
Охранник отводит Поехавшего в тёмный подвал («яма»), куда ранее был отправлен Братишка. Здесь капитан начинает всячески издеваться над заключёнными и охранником, заставляя их танцевать и петь «Яблочко». После издевательств охранник отправляется перекусить к себе и рассуждает, как станет полковником и отомстит капитану. В подвале остаются только два младших офицера и начальник гауптвахты, продолжающий издевательства над ними. Капитан насильно заставляет Братишку заниматься с ним оральным сексом, но тот отказывается и предлагает изнасиловать Поехавшего, объясняя это тем, что тот ест кал. Капитан тут же переключает внимание на последнего и принуждает его к оральному половому акту, при этом наговаривая названия авианосцев, ранее упомянутых в «лекции» (Сёкаку, Дзуйкаку, Дайхоа, Акаги, Кага).
Наблюдающий за этим Братишка теряет рассудок, хватает капитана за его одежду и начинает его пытать. Он хватает кусок арматуры, избивает капитана до крови, отгрызает ему ухо, разрывает на нём одежду, насилует, вспарывает ему живот, вырывает кишки, перегрызает ему горло и вырывает трахею. После этого Братишка начинает издеваться над Поехавшим, размазывая по его лицу кровь. Засунув трахею капитана Поехавшему в рот, Братишка заставляет его «трубить» в неё.
Придя в себя и поняв, что он убил человека, Братишка перерезает себе вены. Поехавший безуспешно пытается спасти его. Поняв, что это невозможно, Поехавший кричит от безысходности.
В залитый кровью подвал возвращается тюремщик, находя в живых только Поехавшего. Тюремщик начинает повторять, что он — полковник (форма и погоны полковника у тюремщика и в самом деле были при себе) и приглашает Поехавшего пойти с ним на некий парад. Затем охранник встаёт на стул и надевает на шею петлю. Поехавший при помощи трахеи капитана выбивает стул из-под висельника, из-за чего охранник падает со стула и вешается. Поехавший издевается над трупом охранника, распевая о «Зелёном слонике и весёлом головастике», водя верёвкой по лицу и издавая губами охранника звуки, а потом ещё имитирует секс, после чего засыпает среди мёртвых тел.
В финальных титрах показана чёрно-белая сцена, где охранник, заклеивая на себя погоны скотчем, кричит: «Я полковник! Я стану полковником!».

## В ролях
| Актёр                                        | Роль                                   |
| -------------------------------------------- | -------------------------------------- |
| Сергей Пахомов                               | первый офицер («Поехавший»)            |
| Владимир Епифанцев                           | второй офицер («Братишка»)             |
| Александр Маслаев (в титрах — Алекс Маслаев) | тюремщик («Полковник»)                 |
| Анатолий Осмоловский                         | начальник гауптвахты («Капитан»)       |
| Олег Мавроматти                              | озвучивание капитана (в начале фильма) |

## История создания
Зелёный слоник наш в оркестр пришёл,

Зелёный слоник наш трубу принёс.

Когда ребята уходили,

Зелёный слоник на трубе играл.

Играл про то, как плохо в клетке жить,

Как плохо есть проклятую еду,

Как плохо всем,

А хуже всего,

Ему — Зелёному слонику.
Фильм был снят в течение лета 1999 года в нескольких местах. Одно — подвал в доме, который принадлежал фотографу Сергею Родкевичу и находился в районе станции метро «Курская», но был снесён. Другое — подвал заброшенного заводского помещения в Фалеевском переулке Москвы, которое было названо «Фабрикой кардинального искусства» (здание по адресу Софийская набережная, 26/1, в котором в настоящее время располагается штаб-квартира «Роснефти»). Последнее помещение обнаружили музыканты Алексей Тегин и Святослав Пономарёв, позже к ним присоединился Владимир Епифанцев, который занял правую часть «Фабрики» и оборудовал её под собственный «Прок-театр», в подвале которого и проходили съёмки. На территории «Фабрики» были найдены шинель и китель, в которых играли герои фильма, и тарелка, использованная в качестве реквизита, часть костюмов была предоставлена Александром Малышевым. «Коридорные» сцены с участием персонажа Александра Маслаева были в подземном переходе одной из станций Московского метро. Никаких вложений на обустройство съёмочной площадки не потребовалось. По словам Сергея Пахомова, фильм мог быть снят «только в той дешёвой стилистике».

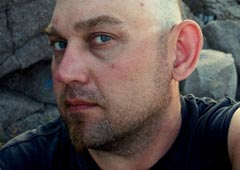
Олег Мавроматти в 2009 году

Олег Мавроматти, продюсер фильма, в одном интервью признался, что для убеждения актёров «сыграть как нужно» он использовал «что-то наподобие промывки мозгов в секте». По его словам, «люди не хотели рисковать жизнью (Маслаев не хотел вешаться) и здоровьем (Осмоловский боялся заразиться от крови и кишок) или репутацией (Епифанцев/Пахомов боялись славы… нетрадиционной секс-ориентации) и приходилось хитрить… действовал и личный пример… если кто-то не хотел, например, пить кровь, то я делал это первым».
Задача Светланы Басковой, как режиссёра, по мнению Пахомова, «заключалась в корректировании импровизационных потоков» из-за очень высокой степени импровизации в картине, и сам фильм «диктовал процесс производства». Актёры не репетировали — по словам Алексея Тегина, «будучи в этом подвале, такие диалоги — это естественно… там полная отсебятина была, что и хорошо».
Кровь, использованная в последних сценах, была привезена со скотобойни. «Кровь настоящая, с бойни, дерьмо настоящее, конские яблоки, слоновые, точнее», — говорил Мавроматти, рассказывавший, что Маслаев пытался повеситься на самом деле и его с трудом вернули к жизни. Для имитации фекалий использовался торт «Сливочное полено».
Стая птиц в негативной цветовой палитре во время смерти «Братишки» была взята из фильма Хусейна Эркенова 1990 года «Сто дней до приказа».
Фильм был снят на любительскую (S-VHS, DV-cam) видеокамеру. По одной из версий, название фильма взято из одноимённой песни Пахомова, написанной специально для фильма, однако Мавроматти утверждает, что название фильма пошло от другой картины — «Розовые фламинго», под влиянием которой отчасти и был снят «Зелёный слоник».
В программе «Культ кино» на телеканале «Культура» Баскова отметила, что фильм в определённом смысле задумывался как протест против Чеченской войны. Впоследствии она говорила:
В конце 1990-х для меня были очевидны и гауптвахта, и все разговоры главных героев, и их порой не совсем симпатичные поступки. Всё шло от социально-политических и личностных противоречий того времени и нашей страны того времени. Больше нигде и больше никак события «Зелёного слоника» происходить не могли. В этом смысле я отвечаю за каждое своё слово. За каждый кадр. Многое из снятого тогда материала стоило мне и актёрам чудовищных усилий, но при окончательном монтаже безжалостно вырезалось как лишнее и ненужное.
Премьера фильма состоялась 7 декабря 1999 года в московском Музее кино.

### Съёмочная группа о фильме
Сергей Пахомов, который исполнил роль «Поехавшего», напротив, отметил, что фильм «из области того чуда, что случается один раз в жизни». По его словам, «абсурдизм „Зелёного слоника“ очень хорошо лёг сейчас на абсурдизм реальности и её бессмысленность… Запомните: мир кончился, культура кончилась, книга кончилась, слово кончилось, кино кончилось, всё закончилось. И внутри этой опустошённости „Зелёный слоник“ как раз и явился отражением этого прекрасного состояния».
Исполнитель роли «Братишки», Владимир Епифанцев, на телеканале A-ONE сказал, что фильм «вызывает чувство стыда после просмотра». По его словам, «это даже не кино, а психоделика… это какой-то протест в кино против грязи», однако «помимо грязи» он отмечает наличие несомненной сюжетной линии и развития образа персонажа. В другом интервью Епифанцев сказал, что, снявшись в этой картине, он просто помог своей подруге Светлане Басковой, у которой не было артиста на данную роль.
Режиссёр фильма Светлана Баскова в интервью сайту «Сиб.фм» назвала «Зелёный слоник» фильмом «о человеческом достоинстве и офицерской чести», отметив, что он стал реакцией на разложение армии в период, предшествовавший чеченской кампании и «ложь, за которую так никто и не взял на себя ответственность».
Продюсер Олег Мавроматти объяснил, что «Зелёный слоник» повествует «о выживании слабого» и «силе слабости»; по его словам, фильм представляет собой социальную критику и социальную метафору.

## Отзывы критиков
В момент выхода кинофильм был очень холодно принят как критиками, так и публикой, однако со временем картина приобрела статус, рядом источников оцениваемый как культовый.
По мнению критиков, в узких кругах «Зелёный слоник» снискал реноме самого омерзительного фильма в истории, однако по мнению Валерия Кичина, «запрещать его бессмысленно уже потому, что из-за рвотных порывов никому не удалось досмотреть его до половины». Кинокритик и киновед Андрей Плахов характеризует фильм Басковой как «жестокую антимилитаристскую притчу».
Художник Владимир Сальников в «Художественном журнале» писал, что сюжет фильма настолько глуп и жесток, что «не вмещается в рамки какой-либо утилитарности или политической демагогии». По его мнению, если бы не тот юмористический эффект, который создают происходящие в картине диалоги и ситуации, «после просмотра ленты следовало покончить с собой». Тем не менее, художник описывает фильм, как первую ласточку «какого-то иного искусства», которое уйдёт от наработанных в киноиндустрии приёмов. Сальников проводит грань между завоевавшими популярность в 1990-е годы концептуалистами из числа традиционных советских интеллигентов, и знакомыми с грубой изнанкой жизни ситуационистами (к которыми кроме Мавроматти и Басковой причисляет Алёну Мартынову и Императора Ваву), отторгнутыми сообществом деятелей искусства: по его мнению, концептуалисты, несмотря на попытки создать «новое» искусство, оказались вторичны, тогда как шокирующее искусство ситуационистов ново настолько, что публикой не «считывается». Фильм Басковой, на его взгляд, перерос рамки пародии на армейскую жизнь, став метафорой нелепости и бессмысленности человеческой жизни в целом.
«Зелёный слоник» характеризуется как жест московских ситуационистов в сторону эстетского видеоарта. По словам киноведа Милены Мусиной, «фильм Светланы Басковой органичен настолько, насколько органичны человеческие испражнения», а «„природа фильма“ оказывается склизкой на ощупь, она воняет смесью мочи и блевотины, в неё вляпываешься ненароком, но обязательно… жрёшь её с копрофаговской страстью вместе с персонажем „Зелёного слоника“, жадно запихивающего экскременты в разодранный болью рот».
Критики также подчёркивают принадлежность ленты к трансгрессивному кинематографу, отмечая, что её художественная форма представляет собой «примитивизм и предельный натурализм», из-за чего создаётся эффект документирования происходящих событий.
Художник Антон Николаев сравнивал композицию фильма с анатомической моделью общества, существующей наподобие препарированной коровы Домиана Хирста, в которой несмотря на иерархию внутренних органов, всё неразрывно связано. По его мнению, «фильм снят в виде развёрнутого во времени перформанса — транс-action» с преломляющейся в реакциях персонажей жёстко намеченной сценарной линией.
Среди недостатков фильма отмечается также манера съёмки, банальный выбор музыки для эпизода с резнёй (играет песня группы Pantera) и неудачный кадр с летящими птицами (Мавроматти отметил, что это была отсылка к фильму «Летят журавли»); все остальные моменты фильма, по мнению критика, «абсолютно адекватны поставленным творческим задачам».
«Зелёный слоник» также сравнивается критиками с другими произведениями. Так, кинокритик Михаил Трофименков провёл параллель с произведениями Сэмюэля Беккета и Гарольда Пинтера («камера, укрупняющая… до полной абстрактности потоки мочи и крови, поднимает разыгранную перед нами пьесу до высот угрюмого абсурда» этих писателей), подчёркивая, что с помощью работы оператора поднимается на новый уровень сюжет, который при пересказе кажется откровенной чернухой. Кинокритик Вадим Агапов сравнивал фильм с датской «Догмой», однако сама Баскова не соглашается с этим сравнением, отмечая, что у картин «разные манифесты»: «Догма» ориентирована на реализм, а «Зелёный слоник» показывает правду другими методами и в другом смысле, например, вылезающими из героев кишками, общее у этих лент, по её словам, только на уровне инструментария. Фильм также сравнивают с такими картинами, как  «Человеческая многоножка» и «Сербский фильм».

## Фестивали
Светлана Баскова представляла «Зелёного слоника» на различных фестивалях, семинарах и выставках, среди которых:
- декабрь 2000 года: 5-й фестиваль «Любить кино!» в Москве (Дом Ханжонкова) — диплом II степени в разделе полнометражных игровых фильмов конкурса «Любительское кино»[33];
- ноябрь 2003 года: кинофестиваль в Котбусе[нем.];
- ноябрь 2003 года: выставка «Москва-Берлин», организованная Берлинским фестивалем[нем.] и галереей «Государственные музеи Берлина»[34];
- февраль 2005 года: Роттердамский кинофестиваль, Программа «Near past, near future»;
- июнь 2005 года: 27-й Московский международный кинофестиваль, программа «Российская альтернатива»;
- март 2006 года: Андерграунд-фестиваль в Париже;
- май 2006 года: фильм месяца в проекте Cinestudia в Вене.

По словам философа и кинокритика Александра Павлова, важен сам факт участия этой ленты в европейских фестивалях, «это означает, что на определённом уровне картина была признана в качестве предмета „современного искусства“, и, по крайней мере, западная публика проявила к ней интерес».
Владимир Епифанцев в 2017 году получил награду на международном фестивале хоррор-кино за фильм «Зелёный слоник».

## Культурная роль и общественная реакция
Журнал «Афиша» включил «Зелёного слоника» в свой список «100 главных русских фильмов 1992—2013», отметив, что это «самый популярный отечественный кинофильм поколения „ВКонтакте“ — все фразы разобраны на цитаты, персонажи на мемы, а сцены на демотиваторы». Александр Павлов в своей книге «Расскажите вашим детям: Сто одиннадцать опытов о культовом кинематографе» также затрагивает «мемность» фильма: он пишет, что «это тот фильм, про который скорее принято говорить, чем смотреть его… это сложносоставной мем, которому соподчинены внутренние мемы, например, „братишка“ или „сладкий хлебушек“… Другое дело, как и почему фильм стал мемом… Возможно, он „мемный“ сам по себе».
В декабре 2013 года участники сообщества «Союз офицеров России» в социальной сети «ВКонтакте» резко осудили фильм и предложили проверить его на наличие возбуждения ненависти и вражды, на унижение достоинства людей по признакам их принадлежности к социальной группе «офицеры».
8 октября 2015 года портал «Кинопоиск» перезапустился в новом дизайне в стиле сервисов «Яндекса» со встроенным агрегатором онлайн-кинотеатров. Пользователи сайта обвинили сервис в медленной работе, постоянных ошибках доступа, ухудшенном дизайне и накрутке рейтингов для ряда фильмов. В качестве протеста в топ-250 фильмов Кинопоиска был выведен «Зелёный слоник», рейтинг картины поднялся до 9,1, а «Кинопоиск» стали в шутку называть «КиноСлоником». Однако позже администрация сайта удалила фильм из рейтинга.
Фильм запрещён к распространению в Беларуси.
6 мая 2022 года Октябрьский районный суд Санкт-Петербурга удовлетворил требования прокурора по административному исковому заявлению о запрещении распространения фильма по сетевым адресам. Было установлено, что «Зелёный слоник» причиняет вред психическому здоровью несовершеннолетних, «демонстрирует натуралистично с анатомическими подробностями эпизоды жестоких убийств и может вызвать у детей страх, ужас или панику».

## Продолжение
5 января 2017 года на своей странице в Instagram Владимир Епифанцев объявил о начале работы над новой полнометражной картиной «Операция ZS», выложив первый тизер. По словам актёра, эта лента будет в жанре роуд-муви, боевика и комедии по мотивам фильма «Зелёный слоник». Главные роли снова исполнят Пахомов и Епифанцев. «Российская газета» отмечает, что фильм может стать самым ожидаемым среди российской кинопродукции.
В 2020 году Владимир Епифанцев в интервью заявил, что не отказался от этой идеи, но не знает, когда удастся осуществить её.
В сентябре 2022 года стало известно о завершении съёмок фильма «Пресловутое поколение: Зелёный слоник 2», который позиционируется как официальный сиквел «Зелёного слоника» и фильма «Обезьяна, страус и могила».